# 延萬德山

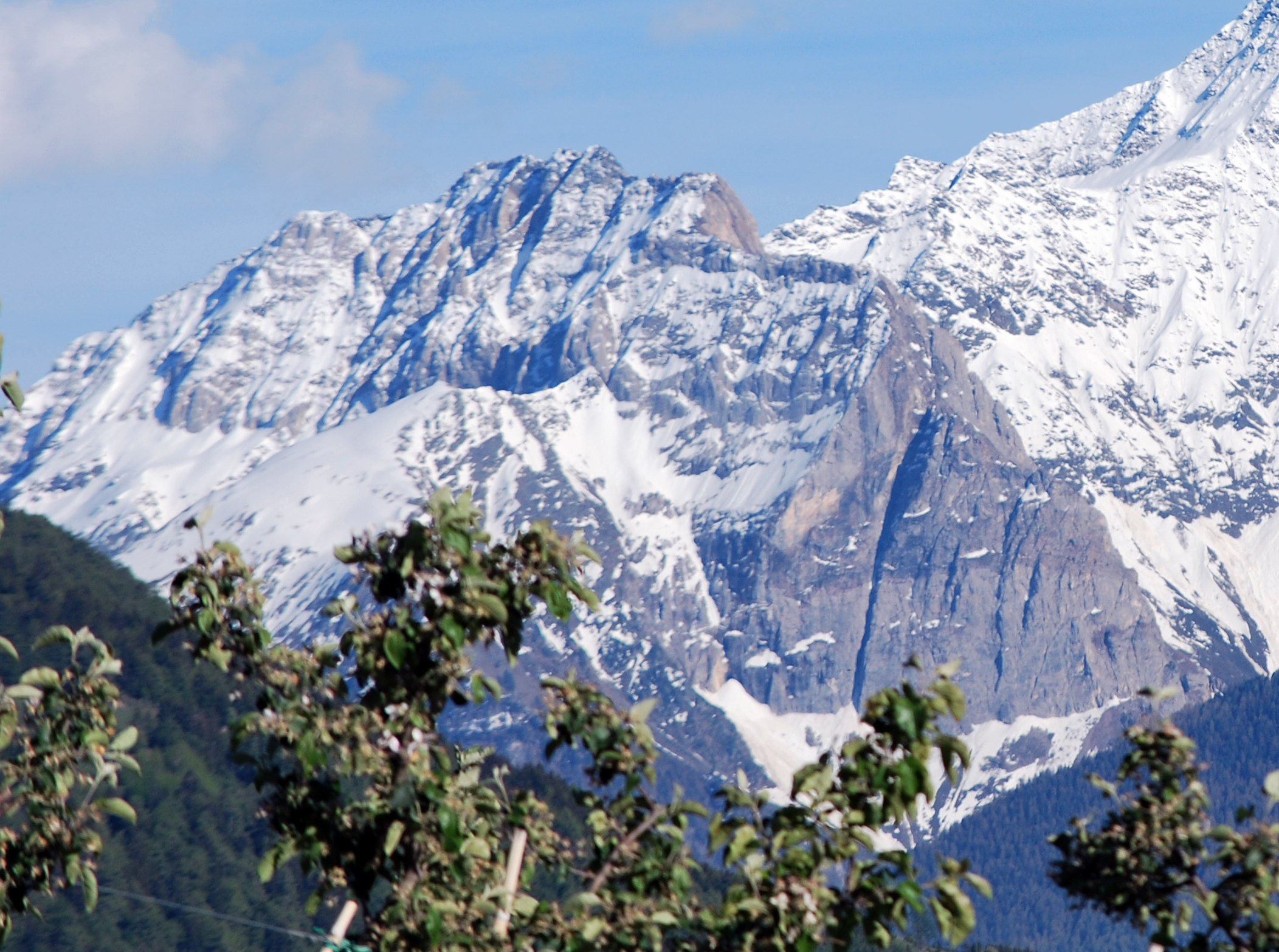

延萬德山（德語：Jennwand），是意大利的山峰，位於該國東北部，由博爾扎諾-南蒂羅爾自治省負責管轄，屬於奥特莱斯山的一部分，海拔高度2,962米。
46°34′30″N 10°43′15″E / 46.57500°N 10.72083°E